# 영국 축구 협회
영국 축구 협회(British Football Association)는 잠시 존재했었던 축구 관리기관이다. 영국 축구 협회는 1884년에 조직되었는데, 이는 잉글랜드 축구 협회의 프로화에 대한 대응으로 만들어졌다.

## 역사
다웬이 프로 선수들을 고용하여 1879년의 FA컵 8강에 오르는 성공을 거두기 전까지는, 모든 팀들은 아마추어선수로 구성되었었다. 다웬의 성공으로 인해 컵 대회에 팀 전체가 아마추어로 구성된 팀이 아니라면 출전을 금지하자는 제안이 런던 클럽에 의해 제기되기도 했었다.
프로페셔널리즘은 1883년에 우승한 블랙번 올림픽과 1886년까지 연속 3회 우승을 차지한 블랙번 로버스와 같은 북부 잉글랜드 클럽을 통해 확산되었다.
1883년에 애크링턴은 선수들에게 돈을 지급했다고 잉글랜드 축구 협회에서 쫓겨났고, 1884년에 프레스턴 노스 엔드는 블랙번 로버스와 경기하기 위해 공공연하게 돈을 지급한 이유로 1년간 컵 대회 참가가 금지당했다.
프로페셔널리즘을 막기 위한 많은 규칙들이 시행되었다. 그 중에는 많은 프로 선수들이 스코틀랜드 출신이기 때문에 FA컵에 잉글랜드인만 출전하는 걸 허용하는 규칙도 있었다. 이러한 규제는 1884년에 맨체스터에서 영국 축구 협회의 형성을 가져오게 했는데, 축구 협회에 대한 리이벌로서 31개 클럽에 의해 설립되었다. 이러한 분리의 위협은 새로운 집행부를 구성한 축구 협회에 의해 1885년 7월 20일에 프로페셔널리즘의 합법화를 가져오게 되었다. 잉글랜드 축구 협회의 이러한 행동은 결국 영국 축구 협회의 해산을 불러왔고, 1907년에 아마추어 축구 연합의 결성을 가져오게 되었다.
이와 유사한 분리가 럭비에서도 있었고, 이로 인해 럭비 유니온과 럭비 리그로 분리되었다.